# De West-Indische Gids
De West-Indische Gids (Der Westindien-Führer) war der Originaltitel einer niederländischen Fachzeitschrift über die Karibik, die sich auf die niederländischen Kolonien und Besitzungen konzentrierte, insbesondere auf die niederländischen Karibikterritorien wie Aruba, Bonaire, Curaçao, Saba, Sint Eustatius und Sint Maarten (Westindische Inseln). Sie wurde erstmals 1919 vom Koninklijk Instituut voor Taal-, Land- en Volkenkunde (KITLV) veröffentlicht. Der erste Band von De West-Indische Gids erschien 1919 und wurde herausgegeben von H. J. Benjamins, J. Boeke, dem ehemaligen Gouverneur D. Fock und C. A. J. Struycken de Roysancour. Die Zeitschrift behandelte eine Vielzahl von Themen, darunter Geschichte, Geographie, Anthropologie, Wirtschaftswissenschaften, Linguistik und Kulturwissenschaften, die mit der Karibik zusammenhängen. 
Sie begann im Jahr 1919 zu erscheinen und lief unter diesem Namen bis 1959 und wurde im folgenden Jahr zu Nieuwe West-Indische Gids. Der heutige Nachfolger heißt The New West Indian Guide.
Im Laufe ihrer Veröffentlichungsgeschichte lieferte die Zeitschrift wertvolle Einblicke in die sozialen, kulturellen und wirtschaftlichen Dynamiken der Karibikregion und trug wesentlich zur akademischen Forschung und zum Verständnis des Gebiets bei. Beispielsweise erschien der Beitrag „Oudheden uit Suriname, oo zoek naar der Amazonen“ [Altertümer aus Surinam, auf der Suche nach den Amazonen] von C. H. Goeje (West-Indische Gids, XIII, 1932) darin.